# ジェームズ・プリムローズ (第2代ローズベリー伯爵)
第2代ローズベリー伯爵ジェームズ・プリムローズ（英語: James Primrose, 2nd Earl of Rosebery、1691年 – 1755年11月26日）は、スコットランド貴族。

## 生涯
初代ローズベリー伯爵アーチボルド・プリムローズとドロシア・クレシー（Dorothea Cressy）の息子として生まれた。
1723年10月20日に父が死去すると、ローズベリー伯爵の爵位を継承した。また、1741年に親族の第3代プリムローズ子爵ヒュー・プリムローズが死去すると、（キャリントンの）準男爵位を継承した。
1755年11月26日に死去、長男に先立たれたため次男ニールが爵位を継承した。

## 家族
妻メアリー・キャンベル（1756年5月11日没、ジョン・キャンベル・オブ・マモアの娘）との間で下記の子女を儲けた。
- ジョン（1725年 – 1755年8月11日） - 生涯未婚
- ニール（1728年 – 1814年3月25日） - 第3代ローズベリー伯爵